# Stari Grad Žumberački
Stari Grad Žumberački is een plaats in de gemeente Žumberak in de Kroatische provincie Zagreb. De plaats telt 3 inwoners (2001).